# Motorsport Arena Oschersleben
Motorsport Arena Oschersleben – tor wyścigowy o długości 3,667 km i szerokości 11–13 m, znajdujący się we wschodniej części miasta Oschersleben niedaleko Magdeburga. Jest dość płaski (23 m różnicy wysokości). Budowę rozpoczęto w czerwcu 1996, a inauguracja toru miała miejsce 25 lipca 1997. Do 2005 nosił nazwę Motopark Oschersleben.
Był trzecim zbudowanym na stałe torem w Niemczech. Przed nim wybudowano tylko Hockenheimring oraz Nürburgring. Następnie dodano EuroSpeedway Lausitz i przebudowany Sachsenring, jako odpowiednio czwarty i piąty permanentny tor w Niemczech.
W sąsiedztwie toru usytuowany jest hotel, mający 100 pokoi, restaurację, klub fitness.

## Serie
- FIA GT Championship
- World Touring Car Championship (WTCC)
- Deutsche Tourenwagen Masters (DTM)
- World Superbike (SBK)
- Formuła 2 (F2)
- Formuła 3 (F3)